# Nora Ephron
Nora Ephron (Nova York, 19 de maig de 1941 - Nova York, 26 de juny de 2012) va ser una productora, guionista, directora de cinema i periodista estatunidenca, tres vegades nominada als Oscars per les pel·lícules Silkwood (1983), When Harry met Sally... (1989) i Sleepless in Seatle (1993). El gènere pel qual va ser principalment coneguda va ser la comèdia romàntica.

## Orígens i vida personal
Ephron va néixer a Nova York, en una família jueva. Va ser la més gran de quatre germanes i va créixer a Beverly Hills, Califòrnia. Els seus pares, en Henry i la Phoebe van néixer a la costa est i eren guionistes. El nom Nora el van treure de la protagonista de l'obra A Doll's House d'Henrik Ibsen.
Ephron es va casar tres vegades. El seu primer marit va ser Dan Greenburg, es van divorciar al cap de nou anys. El 1976, es va casar amb el periodista Carl Bernstein. El 1979 — quan ja tenia un fill petit, en Jacob, i esperava un segon, en Max — es va divorciar de Bernstein en descobrir que aquest li havia sigut infidel. Aquests fets la van inspirar a escriure l'any 1983 la novel·la Heartburn, que més tard es va convertir en pel·lícula. Més tard, el 1987, es va casar amb Nicholas Pileggi. La parella va viure a Hollywood Hills, Los Angeles, i també a Nova York.

## Carrera
Va saltar a la fama internacional quan va escriure el guió de la premiada comèdia Quan en Harry va trobar la Sally. Més endavant també va ser reconeguda per la seva tasca com a guionista i directora a Alguna cosa per recordar (1993) i Tens un e-mail (1998).

## Filmografia
| Any  | Pel·lícula                                                 | Com a     | Com a     | Com a      |
| Any  | Pel·lícula                                                 | Directora | Guionista | Productora |
| ---- | ---------------------------------------------------------- | --------- | --------- | ---------- |
| 1983 | Silkwood                                                   |           | Sí        |            |
| 1986 | Heartburn                                                  |           | Sí        |            |
| 1989 | Quan en Harry va trobar la Sally (When Harry Met Sally...) |           | Sí        | Sí         |
| 1989 | Cookie                                                     |           | Sí        | Sí         |
| 1990 | My Blue Heaven                                             |           | Sí        | Sí         |
| 1992 | This Is My Life                                            | Sí        | Sí        |            |
| 1993 | Alguna cosa per recordar (Sleepless in Seattle)            | Sí        | Sí        |            |
| 1994 | Un dia de bojos (Mixed Nuts)                               | Sí        | Sí        |            |
| 1996 | Michael                                                    | Sí        | Sí        | Sí         |
| 1998 | The Hairy Bird                                             |           |           | Sí         |
| 1998 | Tens un e-mail (You've Got Mail)                           | Sí        | Sí        | Sí         |
| 2000 | Penjades (Hanging Up)                                      |           | Sí        | Sí         |
| 2000 | Lucky Numbers                                              | Sí        |           | Sí         |
| 2005 | Embruixada (Bewitched)                                     | Sí        | Sí        | Sí         |
| 2009 | Julie i Julia (Julie & Julia)                              | Sí        | Sí        | Sí         |

## Obres
- Wallflower at the Orgy (1970)
- Crazy Salad (1975)
- Scribble, Scribble (1978)
- Heartburn (1983)
- Tinc un coll que fa pena (2006)
- No me'n recordo de res (2010)

## Mort
El 2006, va ser diagnosticada de leucèmia mieloide aguda. Davant la notícia va decidir no divulgar el diagnòstic a amics ni companys per por al fet que si sortís a la llum que estava malalta la seva carrera en sortiria perjudicada i li seria impossible engegar projectes o obtenir subvencions. Tot i això, va deixar anar algunes pistes sobre les seves condicions de salut en el llibre final I Remember Nothing (2010). Finalment, va morir el 26 de juny del 2012, als 71 anys, a causa d'una pneumònia produïda per la complicació de la leucèmia.
En el seu memorial al Lincoln Center de Nova York van assistir-hi artistes com Meryl Streep, Tom Hanks, Billy Crystal, Meg Ryan, Steven Spielberg, Woody Allen, Nicole Kidman, entre d'altres.
El cos d'Ephron va ser incinerat i les seves cendres escampades.

## Premi Nora Ephron
El Premi Nora Ephron té un valor de 25.000 dòlars que el Tribeca Film Festival atorga a dues cineastes que tenen "una veu diferent". El primer premi Nora Ephron es va lliurar a Meera Menon per la seva pel·lícula Farah Goes Bang.